# 山田うどん
山田うどん（やまだうどん）は、うどんを主力にする外食レストランチェーン。「山田うどん」は屋号であり、社名は山田食品産業株式会社（やまだしょくひんさんぎょう、Yamada-udon co.,LTD）。2018年7月、屋号を「ファミリー食堂　山田うどん食堂」に改めた。

## 概要
かかしがモチーフとなった赤いやじろべえを描いた看板（黄色いバックで台形、店舗の屋根に掲げられる）が目印。目立つ表示は低価格のうどんであるが、メインのうどんだけでなくセットメニューも多くそば、ラーメン、カツ丼、かき揚げ丼など様々なものをセットでも食べられる。本社・本店は埼玉県所沢市上安松にある。元々は麺の製造・卸売業であったが、売上向上のため工場隣接のうどん屋を開業し、安値と味で評判を呼んだことが発端となってチェーン展開を開始。埼玉県を地盤として郊外のロードサイド店舗を中心に直営店・フランチャイズ事業で業績を伸ばした。
主な食材は埼玉県入間市にある広さ4000坪のセントラルキッチン「入間工場」で製造され、関東一円の店舗に出荷される。工場見学は事前予約すれば無料で可能、5名以上30名以下のグループでの見学を受け付けている。工場見学は東日本大震災後一時休止していたがその後再開している。一部では「ダウドン」「やまどん」「やまう」「ダウ」「やう」の愛称が用いられている。
かつては「廻る黄色い回転看板・ポールサイン」で知られた。これは1968年に当時の社長が北米に視察旅行に出かけた際、現地のケンタッキーフライドチキンの店舗にあった回転看板に感銘を受け、自社でも採用を決めたものである。しかし、後述する「山田うどん食堂」への業態転換に伴い廃止が決まり、2024年現在回転看板が残る店舗は4店舗、中でも回転機能が生きているのは埼玉県の越生店のみとなっている。

### トレードマーク
前述の通り「かかしをモチーフとしたやじろべえ」がトレードマークとなっている。元々創業時にマークを決める際、文部省唱歌の「かかし」の歌詞に「山田の中の一本足のかかし」が出てくることが由来となり、当時は「田畑で見かけるかかしを再現したようなもっとリアルな絵で、弓矢も持っていた」という。しかし1962年に商標登録を行う際、かかしそのままのデザインでは登録が通らないことからデフォルメを行うことになり、『味と価格のバランスがよい』という意味を込め、やじろべえをモチーフにしたかかしにリニューアルを行った。さらに「山田うどん食堂」への業態転換に伴い、口の形をへの字口から微笑む形に変更するなど、デザインに手を加えている。

## 店舗

### 店舗数
埼玉県内を中心に関東地方1都6県で158店舗（2020年4月28日時点）を展開。うち84店が埼玉県の店舗（ただし秩父地方には出店していない）、また東京都では23区外に16店舗となっている。23区内にあった1店舗については閉店した（後述）。

### 特徴

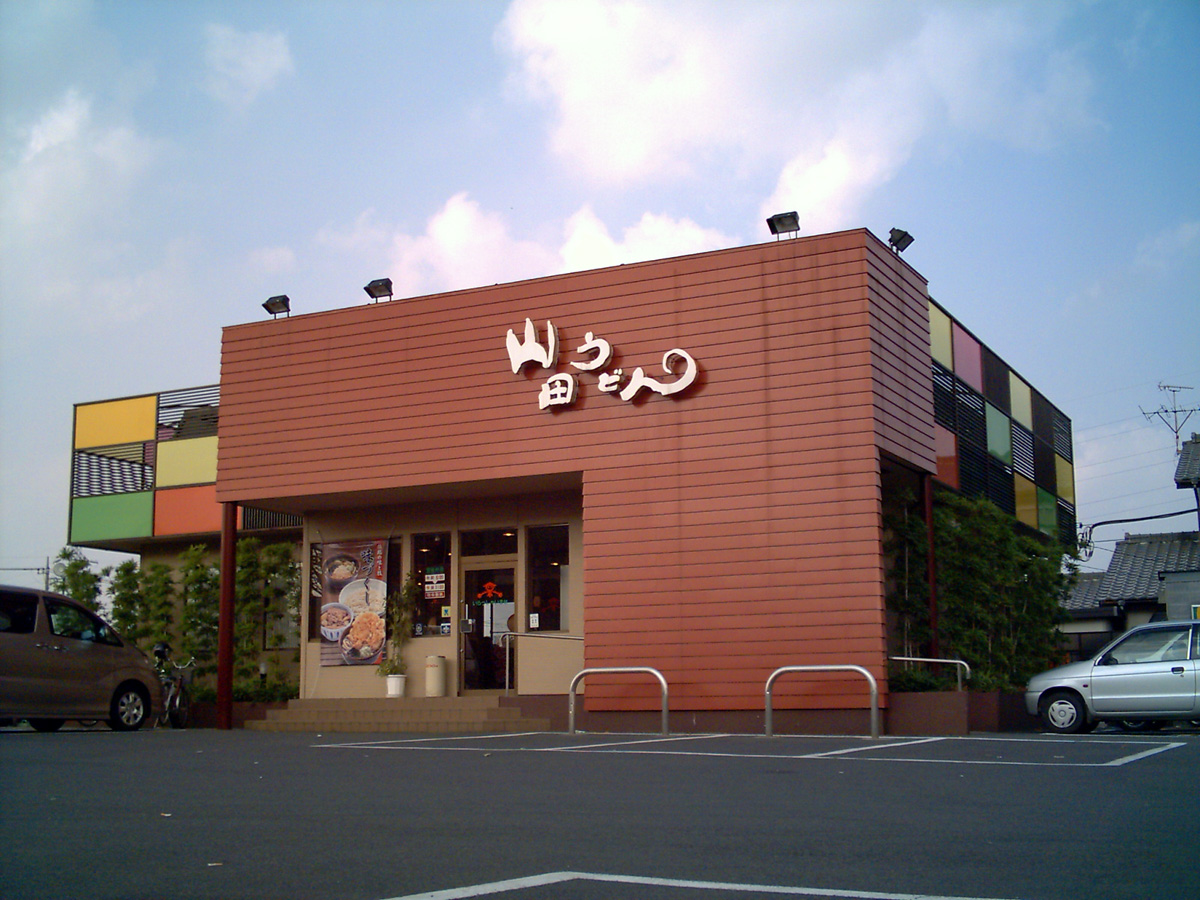
山田うどん・ロードサイド店舗例

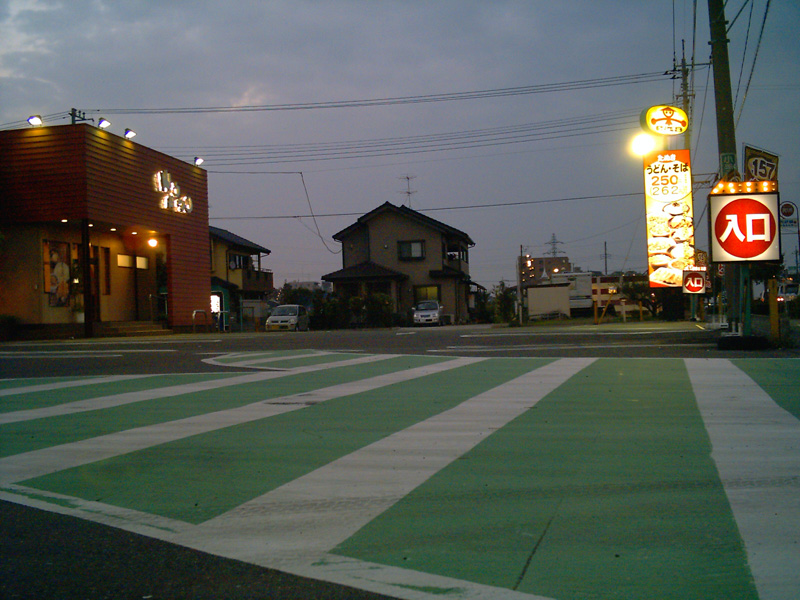
広々としたスペースを確保した駐車場

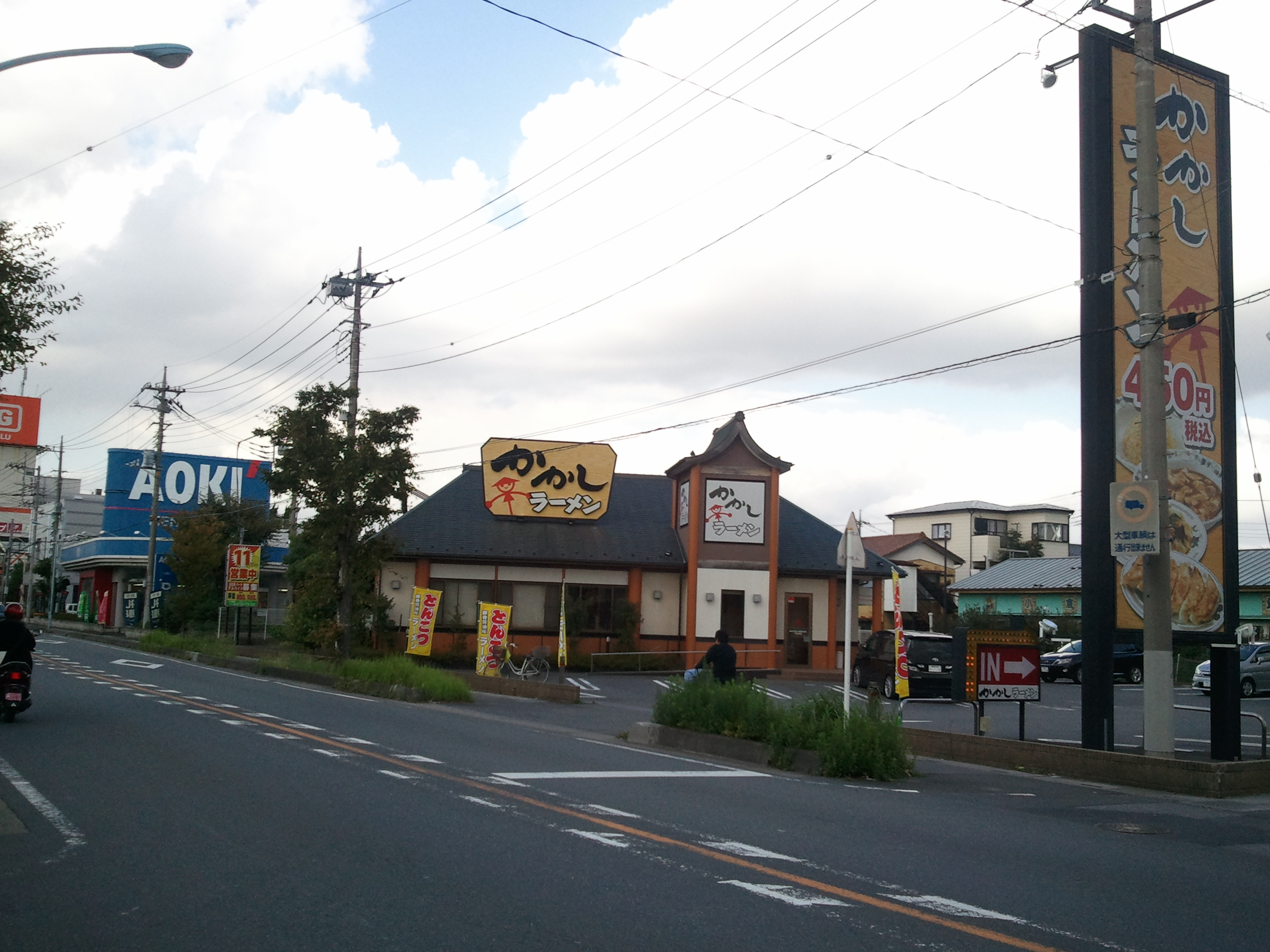
かかしのラーメン八潮店（2011年から山田うどん食堂八潮店）

全店舗が関東地方のみの出店で、全店舗のおよそ半数が埼玉県にある。かつては山口県萩市やニューヨーク（ラーメン店）にもあった。客席50席前後の店舗が多く、街道沿いのロードサイド店舗が主力で、トラック専用スペースを用意した駐車場が多い、などの特徴がある。
フランチャイズ店は「山田うどん」の店名で営業すること、セントラルキッチン「入間工場」から食材の提供を受けること以外の点については、必ずしも一律ではなく、営業時間もまちまちである。中には直営店にはないオリジナルメニューが存在したり、逆にどの直営店にもある定番メニューがなかったり（メニューや公式サイトに「一部の店舗を除く」と記載）するほか、店舗内外装が奇抜なデザインの店、夜には居酒屋を併営、名物店主やイベント開催など、個性的な店舗が存在する。
かつては小規模な店舗（兼住宅）で営業していたそば・うどん店からのフランチャイズ加盟も少なくなく、駐車場もないようなミニ店舗が「山田うどん」の看板を掲げていた例もあった。
ラーメン市場にも参入しており、過去には「花華詩（かかし）ラーメン」「カントリーラーメン」「ラーメン工房櫓（やぐら）」のブランド名でラーメン店も営業していたが一度撤退。2008年（平成20年）6月、所沢市に「かかしのラーメン」をオープンして再参入、戸田市・八潮市・平塚市内などにも出店した。2011年以降戸田市・八潮市等の店舗はうどんをメニューに加えた「山田うどん食堂」にリニューアルした。2015年、「かかしのラーメン」は店名を「らーめん食堂かかし」と変更した。
2021年7月には所沢市の「らーめん食堂かかし」を業態転換しタンメン専門店「埼玉タンメン 山田太郎」1号店を、2022年3月には比企郡川島町の「ファミリー食堂山田うどん食堂」を業態転換し2号店を開店した。メニューには埼玉県産ブランド豚「彩の国黒豚」を使った餃子や焼肉定食を用意。ライスは埼玉県産米「彩のきずな」を提供するなど、地元埼玉県産の食材を活用する。
立食形態（立ち食い）の店舗として1990年（平成2年）8月に開店した南浦和店（さいたま市南区）があったが、2022年（令和4年）1月20日の営業をもって閉店した。
※同立ち食い店舗は、鶴ヶ峰店(横浜市)も1970年代(昭和50年代)から長くあったが、2010年代に閉店した。

## 歴史
1935年（昭和10年）製麺所を創業。1953年（昭和28年）9月15日、有限会社山田製麺店を設立。1964年には会社規模拡大のため工場を増築。しかし、スーパーなどの販路で売上が伸び悩んだため、同年に工場の横へうどん屋「山田うどん食堂」を開店した。当時、うどん1杯の一般的な価格は70円位であったが、山田うどんは半値の35円で提供し、安さとうまさで大きな人気を得た。1965年4月にはフランチャイズ展開を開始し、店舗数も増加していった。1967年（昭和42年）5月28日、有限会社から改組・名称変更し、山田食品産業株式会社となった。
1980年（昭和55年）には、北関東で280店舗を展開していた。この時期にファミリーレストランが郊外ロードサイドを主軸とした積極的な出店で大きく成長し、店舗数増加の影響を受けて山田うどんの客足は一気に減少。
その打開策として、ファミレスには入りづらいというブルーカラーの客層を重視したメニューを考案。チャーハンやカレーライスなどのご飯ものと、うどんやそばを組み合わせたボリュームのあるセットメニューを中心に構成したガッツリ路線に方針転換した。その結果、安くてボリュームがあるという理由で売上が回復し、以後はこの路線を主体としたメニューを次々と開発していった。このようなセットメニューは、俗に「カロリーのK点超え」とも呼ばれる。
1996年の総店舗数は213店（直営145店、フランチャイズ68店）であった。
1999年、セントラルキッチンの「入間工場」が業界で初めて国際規格であるISO9001を取得。
2007年（平成19年）春メニューから約15年ぶり（消費税率変更分を除く）の値上げを実施した。最も安かったたぬきうどん（262円）が300円になるなど、各メニュー数十円程度の値上げが行われた。同時に天ぷらの具を一新。
2011年3月には、客側の価格に対する関心が更に高まっている状況に対応し客数の増加を図るため、創業以来初めて複数の商品で値下げを実施した。2011年時点の店舗数は183店舗。うち半数が埼玉県で出店（2012年時点で92店舗）であった。
2012年（平成24年）7月2日(うどんの日)創業者･代表取締役会長の山田裕通が死去。
2014年12月　千葉県我孫子市のあびこショッピングプラザ内のフードコートに、新業態「うどん亭ヤマダテラス」をオープン。
2017年12月　朝・昼はうどん店、夕方以降は居酒屋の新業態「県民酒場ダウドン」をオープン。なお「県民」と店名に入っているが、店舗は東京都清瀬市にあったものの、2023年1月15日をもって閉店し、代わって2月16日に「埼玉タンメン山田太郎」を出店する。
2018年7月、屋号を「ファミリー食堂　山田うどん食堂」に改めた。うどん以外のメニューも豊富な「食堂」のイメージを打ち出し、家族連れなどの取り込みを狙う。また1962年に作ったシンボルマークも同時に変更。「への字形」だった赤いかかしの口を反転して笑顔にさせ、来店客を歓迎する表情にした。
2020年5月22日、東京都区部唯一の店舗「蒲田店」（東京都大田区）を閉店した。店内にはアイドルグループ「ももいろクローバーZ」のグッズやポスターが飾られ（山田うどん#番組提供・コラボレーション参照）、同グループのファンが利用するなど人気店であったが、同年の新型コロナウイルス感染拡大の影響により客足が大幅に落ち込んだ。蒲田店閉店により、東京23区内の山田うどん食堂店舗は消滅した。
2021年4月より、そばを従来のゆで麺から店内で茹でる「生（なま）そば」に順次変更し、同年末までに全店舗への導入を完了した。同社によれば、以後そばの売上が伸びており、夏場にはうどんの売上を上回るようになったという。

## メニュー
メニューはセットメニューが中心的存在で、他に麺・丼・一品料理・飲料などの単品メニューがあり、合計100種類以上で構成され、季節の節目に大幅に変更・改定される傾向がある。メニューを限定し、テイクアウトや宅配（出前館、10店舗）を一部店舗で行っている場合もある。通常、テイクアウトの売り上げは全体の1%程度であるという。インターネット通信販売事業「山田の通販」も行っており、セントラルキッチン入間工場から直送される。2020年6月にはインターネット通信販売の新シリーズ「山田の通販～プレミアムシリーズ～」を立ち上げ、店舗メニューにはない高品質の麺の提供も開始した。同年の新型コロナウイルス感染拡大の影響により実店舗の来店客数が減少し売上が伸び悩む中、通販部門の強化により収益向上を図るという。
人気メニューは下記のようになっている。
- 1990年代後半[15]

1. 天ぷらうどん・そば
2. カレーセット
3. チャーハンセット
4. パンチセット
5. かき揚丼セット
6. ざるうどん・そば（夏場）

- 2011年時点[5]

1. かき揚げ丼セット
2. かかしカレーセット
3. パンチセット
4. 肉どうふ丼セット

- 2012年時点[7][22]

1. かき揚げ丼セット
2. パンチセット
3. チャーハンセット

うどんはセントラルキッチン入間工場で予め約10分間茹でて、完全に茹で上がる一歩手前の状態に仕上げ、冷水で冷やした後に袋詰めして各店舗に出荷し、店舗内では約50秒から1分間程度茹でて完成する状態となっており、短時間で調理可能なことからメニュー提供の早さを実現している。
同店ではもつ煮を「パンチ」という表記で扱っている。この名称になった理由・経緯は、昭和50年代にもつ煮を商品化する際、名前を社内公募したが中々パンチの効いた良い名前が出ず、それなら「パンチ」をそのまま商品名に使おう、というものであった。
麺は通常時、うどん・そば共に種類の選択は不可であるが、期間限定でうどん「普通の麺」「平打麺」のどちらか、そば「通常の麺」「田舎風麺」のどちらか、といった麺の種類が選択可能（価格はいずれも一緒）なセールが行われたことがあった。一部店舗ではラーメンやパスタも扱っている。
期間限定コラボメニューでは、ピックルスコーポレーションと共同開発した「キムチサラダうどん」を2011年（平成23年）8月1日から8月31日まで発売した。

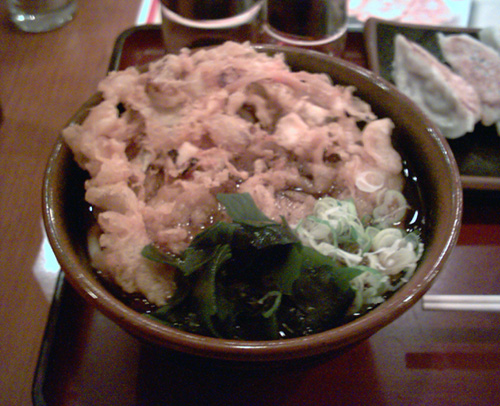
天ぷらうどん
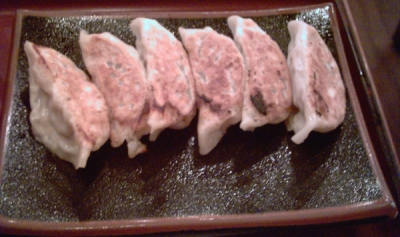
ぎょうざ
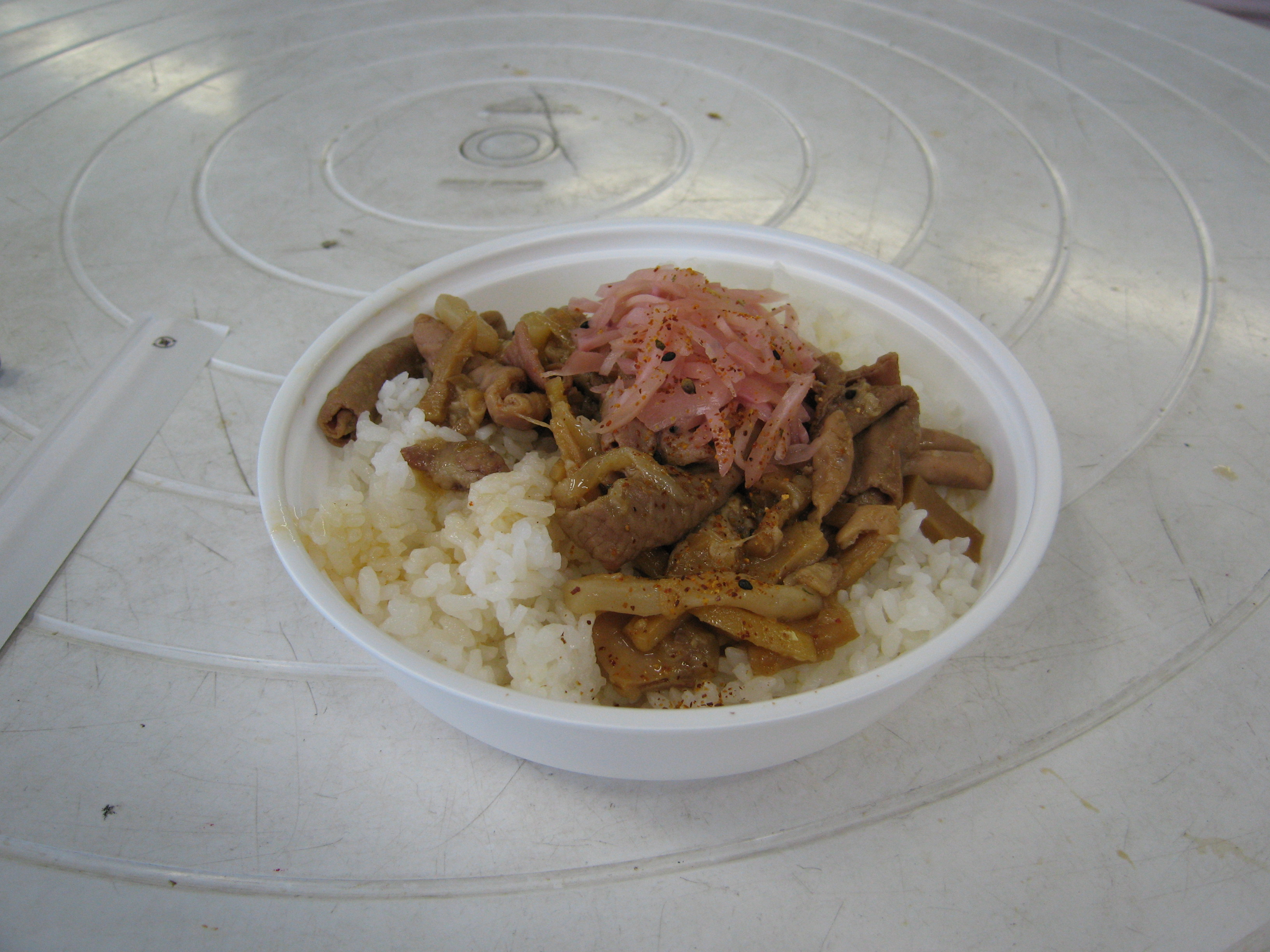
パンチ丼（等々力陸上競技場）

## 広報活動

### CM
FM NACK5・文化放送で頻繁にスポットCMが流れる（文化放送CMのナレーションは野村邦丸が担当）。その末の言葉は「いらっしゃいませ。山田うどん」である。2008年（平成20年）4月からはTBSラジオでも放送されるようになった。
2007年（平成19年）4月5日 - 4月15日に行われた「春のお客様感謝キャンペーン」のために、かかしが「山田うどんの歌」（アルバム「バーンパーク」にボーナストラックとして収録）を制作発表し、それをCMや各店舗のBGMとして使用。同曲はキャンペーン終了後も引き続き使用されており、2019年の日本映画『翔んで埼玉』の劇中曲としても登場している。

### 番組提供・コラボレーション
- アイキが発売したパズルゲーム『ポチッとにゃ〜』には、山田うどんのマスコットキャラをモチーフにした『くまだうどん』というキャラクターが登場する。
- 2013年より吉田山田とのコラボメニューを展開している[29]。
- 2016年10月よりスタートしたアイドルグループ「ももいろクローバーZ」高城れにによる文化放送のラジオ番組「高城れにの週末ももクロ☆パンチ!!」の提供スポンサーとなっていた。また、番組とのコラボメニューとして「デミうどん」「デミごはん」が2016年11月より12月末まで期間限定で販売された（2018年3月をもってスポンサーを降板したが、番組は継続。2025年4月よりスポンサー復帰している）。
- 2023年5月、サンヨー食品とのタイアップでカップ麺として「たぬきうどん」「赤パンチ味うどん」を発売した[30]。

## スポーツ支援・関連活動
- 地元、所沢市とさいたま市を本拠地とするプロバスケットボールチーム埼玉ブロンコスのオフィシャルパートナー（パンツスポンサー）である。
- 2006年（平成18年）に日本プロサッカーリーグ（Jリーグ）川崎フロンターレのオフィシャルスポンサーとなり、3月の開幕戦からピッチサイドにアドボードを掲示。同年4月からは、本拠地・等々力陸上競技場のメインスタンドに出店した。
- 2010年3月、埼玉スタジアム2002のコンコース内に出店した[31]。

## 資源循環推進活動
埼玉県庁が推進する「みんなでマイボトル運動」の飲食店冷水無料協力店となっている。これは、該当する山田うどんの店内で食事をした客がマイボトルへの給水を希望した場合、店側が無料で冷水を提供する活動である。